# フランク・ザカリーノ
フランク・ザガリーノ（Frank Zagarino、1959年12月19日 - ）は、アメリカ合衆国の映画俳優、監督、製作者、アクション監督（スタント・コーディネーター、第二班監督も含む）。身長185センチ。 
キャリアの初期にはフランク・アンソニー・ザガリーノ（Frank Anthony Zagarino）とクレジットされたこともある。カタカナ表記では時にはフランク・ザガリーノやフランク・ザガリノと記されることもあり（原語のスペルは同一）、ハミングバード/ビクター音楽産業から発売されたVHSソフト『電脳戦士/サイ・ウォリアー』（1988年/未/ビデオ）の日本版予告編では日本語ナレーションで｢フランク・ザガリノ｣と発音されていた。また、フランク・ザガリノ・シニアと言う名前もウンベルト・レンツィが変名で監督したイタリア映画『炎の戦士/ストライカー』（1987年）のクレジットに見られる。 

## 来歴
元々はレスリングの選手で、1983年から映画出演を開始する。俳優としては1980年代末から『炎の戦士/ストライカー』（1987年）や北朝鮮ロケの『情無用の戦士』（1988年/公開当時は米国映画として紹介された）と言ったイタリア資本のアクション映画で頭角を現し、以後アメリカ合衆国はもとより南アフリカ共和国映画等でアクション・スター並びに敵役を主に演じた。その出演作は数多いが、日本では劇場未公開作が少なくない。それらはVHSやDVDでのソフト化で触れることが可能である。
金髪で端正な容貌からポスト、アーノルド・シュワルツェネッガーと期待されたこともあったが、宣伝側の過大評価と見る向きもある。この様な例は枚挙にいとまない。

### イタリアでの活動
1980年代は1960年代程ではないが、有名無名を問わず、数多くの米国俳優がイタリア映画に出演した。ザカリーノは米国で『リベンジャー/殺しの特訓』（1987年）辺りから主演スターとして売り出されたが、イタリア映画界からも注目された若手俳優の一人だった。
イタリア映画と言ってもマカロニ物と呼ばれる疑似米国映画群で、その多くが低予算のアクション映画だった。ニカラグアを舞台にした戦争アクション物『炎の戦士/ストライカー』（1987年）を手始めに『サンダー』シリーズのマーク・グレゴリーと当時フィリピンを拠点に活動していたスペイン人俳優のロマーノ・クリストフと共演したフェルディナンド・バルディ監督がテッド・カプラン名義を使用した『情無用の戦士』（1988年）、SFアクション物『電脳戦士/サイ・ウォーリアー』（1988年/未/ビデオ）に立て続けに主演した。また、エンツォ・G・カステラーリ監督の刑事物『刑事ハマー/カリブの熱い風（特攻刑事ハマー）』（1988年）では敵役に挑戦している。
次第にイタリア映画界も翳りが見えだした1990年代にはデーヴィッド・ブラッドリー主演のインドネシア映画（日本では正直にインドネシア映画として紹介された）『ブラッド・ウォリアー』（1993年）に敵役で出演した。制作は疑似米国映画を手掛けてきたラピ・フィルムで、監督は米国のキャノン映画出身のイスラエル人である『アメリカン忍者』（1985年）シリーズのサム・ファーステンバーグが担当していた。

### 南アフリカ共和国映画
1980年代末から2000年代にかけて南アフリカ共和国は『バトル・ウォーズ』（1987年）や『レッド・スコルピオン』（1988年）、『アガサ・クリスティ/サファリ殺人事件』（1989年）等、豊富な映画資源から非常に数多くのアクション映画やホラー映画のロケ地として使用され、現地の制作会社も疑似米国映画を手掛けていた。その様な中、ザカリーノもロバート・ギンティ、レブ・ブラウン、ジョン・フィリップ・ロー、キャメロン・ミッチェル、マイケル・ダディコフ、マイケル・パレ、ウィングス・ハウザー、ウェイン・クロウフォード等の数多のB級アクション俳優やドナルド・プレザンス、ハーバート・ロム、アーネスト・ボーグナイン、ロバート・ヴォーン、ジョン・キャラディーン、ジョン・ハート、ドン・ゴードン等のベテラン俳優も同様に当地を訪れた。また、土着のケン・ガンプやサイモン・サベラ、シドニー・チャーマ等のアフリカ系俳優からジョー・ステュワードスン、『史上最大の作戦』（1962年）のスタントマンだったイアン・ユール等の英国系俳優も脇を固めていた。
ザカリーノの主な作品に英国のベテラン俳優オリヴァー・リードが敵役だった『リベンジャー』（1990年/未/ビデオ）やビリー・ドラゴと共演の『ネバー・セイ・ダイ/地獄のデルタ・フォース』（1994年）、ターザン俳優のジョー・ララが主演で、脇役出演に甘んじた『オペレーション・デルタフォース』（1997年/テレビ映画/ビデオ）等がある。

## 出演作品
- ブレイザウェイ
- フォールアウト
- ＦＡＬＣＯＮ ＡＲＲＯＷ ファルコン・アロー
- ネイビー・シールズ２０００
- エコ・ウォリアー
- Ｌ．Ａ．クラッシュ
- シルバーホークス2
- 新レッドブル
- バニッシュ
- シルバーホークス
- バーストフォース
- ＡＢＡＤＤＯＮ／ア・バ・ド・ン
- オペレーション・デルタフォース
- ファントム・オブ・ダークネス
- エッジ・オブ・ダークネス
- ジャッジメント・デイ
- ブラッド・フェイス
- サイボーグコップ3
- シャドー・チェイサー2
- ネバー・セイ・ダイ／地獄のデルタ・フォース
- ファイナル・ミッション
- ブラッド・ウォリアー
- シャドーチェイサー/地獄の殺戮アンドロイド
- リベンジャー
- 電脳戦士サイ・ウォーリアー
- 刑事ハマー／カリブの熱い風
- リベンジャー／殺しの特訓
- 情無用の戦士（ルー）
- 炎の戦士ストライカー
- 野獣女戦士アマゾネスクイーン　Barbarian Queen（1985年）